# テコンドー
テコンドー（英: Taekwondo, Taekwon-Do、朝: 태권도  発音）または跆拳道（たいけんどう）は、主に朝鮮半島で行われているスポーツ、武術、格闘技の一種で、韓国の国技。スポーツテコンドーと呼ばれるWTFテコンドーと、伝統派テコンドーと呼ばれるITFテコンドーがあり、両者は競技としては全く異なるものである。障害者向けのテコンドー競技としてパラテコンドーも存在する。WTFテコンドーは、2000年シドニーオリンピックよりオリンピック正式種目となっている。

## 歴史

### 「テコンドー」命名以前
1940年代中盤の朝鮮半島では韓国併合後に日本から伝わった空手が「コンスドー」（空手道）、「タンスドー」（唐手道）、または「カラテ」（韓手）などの呼称で普及しはじめた。当時の主な道場勢力は以下の通りである。
- 青涛館（1944年 - ）

初代館長は李元国（イ・ウォングク）で、日本留学中に松武館の盧秉直とともに松濤館へ入門、船越義珍に師事。朝鮮戦争勃発時、軍の召集を拒み日本へ密航した。青涛館の分館として4つの道場が派生した。
- 吾道館

館長は崔泓熙（チェ・ホンヒ）陸軍少将。軍隊内でその教義を広め、民間道場とは一線を画していた。「テコンドー」の名称が決まるまでは自らの雅号「蒼軒」に因んで「蒼軒流唐手」と称していた。ベトナム戦争時は657名のテコンドー師範を同地に派遣した。
- 国武館
- 正道館
- 青龍館

- 松武館（1946年 - ）
館長は盧秉直（ノ・ピョンジク）。日本留学中に青涛館の李元国とともに松濤館へ入門、船越義珍に師事。後に大韓テコンドー協会の第5代会長に就任。
- 朝鮮研武館空手道部 / 智道館（1946年 - 1967年）
館長は田祥燮（チョン・サンソプ）。柔道道場内に発生。後年、智道館に改称。
- YMCA拳法部 / 彰武館（1946年 - ）
館長は尹炳仁（ユン・ピョンイン）。後に智道館と親交を深める。後年、彰武館に改称。この分館として講徳院、韓武館などがある。
- 武徳館
館長は黄琦（ファン・ギ）。鉄道局内のクラブとして発生。黄琦は南満州で中国武術を学んだとしている。後に「手搏道」（スバクドー）の名称で普及、大韓手搏道会の前身にあたる。

### 「テコンドー」命名
1950年代、韓国内の武道団体統治の動きは武道自体の名称統合の流れを生み、「テコンドー」が命名される。国政の動乱の中で一度は解体されるも、命名者崔泓熙の活動により復活を果たす。
- 1950年 - 朝鮮戦争が勃発。臨時首都のあった釜山で「大韓空手道協会」が創立される。中央審査委員の資格が付与されないことを理由に、武徳館館長の黄琦と青涛館館長の孫徳成（ソン・トクソン）が脱退。
- 1953年 - 黄琦、「大韓唐手道協会」を独自に発足。
- 1954年 - 崔泓熙陸軍少将を含む第29歩兵部隊が大統領の李承晩の前で演武を行う。空手を知らない大統領はテッキョンと断定したままこれを賞賛、軍内での普及を宣言。崔泓熙は反日の立場を取る大統領に向かって日本の武道である空手とは言えず、またテッキョンとも違うことから自らが創始した武道であると伝える[注 2]。
- 1954年12月 - 崔泓熙、自らが訓練してきた武道の名称を「テコンドー」（跆拳道）に決定。
- 1955年4月11日 - 崔泓熙が名称制定委員会を招集、テコンドーの名称が李承晩によって公式に認定される。
- 1959年9月3日 - 崔泓熙、大韓空手道協会を「大韓テコンドー協会」に改称。
- 1960年 - 李承晩が経済政策に失敗し、4・19革命で国外に追われる。黄琦、大韓唐手道協会を「大韓手搏道会」へと改称、大韓民国文教部体育会への登録を果たす。
- 1961年 - 崔泓熙の後輩にあたる朴正煕らによって引き起こされた5・16軍事クーデター後、政権が朴正煕が率いる国家再建最高会議に掌握される。新政権樹立後、以前の文教部登録が無効となり、国家再建最高会議が団体の文教部への再登録を求めたことから再び統一名称問題が持ち上がる。
- 1961年9月 - 名称統合会議が開催され、テコンドーの「跆」（テ）と空手の「手」（ス）を繋いだ「跆手道」（テスドー）という名称に決定。組織名は「大韓テスドー協会」に改称される。
- 1962年 - 蔡命新中将が初代大韓テスドー協会会長に就任。黄琦、智道館の尹快炳（ユン・ケビョン）を伴い、大韓テスドー協会から正式に脱退。崔泓熙、軍職を解かれマレーシア初代韓国大使に任命される。
- 1964年 - 韓国に帰国した崔泓熙は大韓テスドー協会の会長に就任。テコンドーの名を復活させる活動を開始。
- 1965年 - 崔泓熙、英文によるテコンドーの教本を発刊。
- 1965年3月18日 - 崔泓熙、統合宣言式を開催し「大韓テコンドー協会」を主張。式には黄琦も参加したが統合の無効を主張、独自に「大韓手搏道会」を活動させる。
- 1965年8月5日 -大韓テスドー協会、「大韓テコンドー協会」に改称される。

### 系統の分岐
再び会長職についた崔泓熙も1年あまりでその地位を退き、新たに創立された国際テコンドー連盟 (ITF) の総裁に就任。一方、大韓テコンドー協会は韓国国技を担う位置付けを獲得していく。こうしてテコンドーは2つの系統に分かれて発展していくことになる。
- 1966年 - 崔泓熙、大韓テコンドー協会会長を理事らによる不信任によって退陣。第5代会長に松武館館長の盧秉直（ノ・ピョンジク）が就任。同年、韓国、アメリカ、西ドイツ、イタリアなど9か国の組織の承認を得て、国際テコンドー連盟（ITF）が創設され、総裁に崔泓熙が就任。式典はソウルの朝鮮ホテルで行われた。
- 1967年 - 大統領の朴正煕の意思の下、大統領警護室補佐官の金容彩が大韓テコンドー協会の第6代会長に就任。
- 1968年 - 大韓手搏道会、ソウルで第1回世界大会を開催。
- 1971年 - 大統領の朴正煕により、テコンドーが国技の揮毫を受ける。
- 1972年-国技院開館。
- 1973年 - 崔泓熙がカナダへ亡命、その際ITF本部をトロントへと変更し、これを受けて韓国が独自に世界テコンドー連盟 (WTF)（のちのワールドテコンドー）を設立。
- 1973年5月 - 世界テコンドー連盟 (WTF) 、ソウルで第1回世界大会を開催。
- 1974年10月 - 国際テコンドー連盟 (ITF) 、カナダ・モントリオールで第1回世界大会を開催。
- 1980年10月 - ITFテコンドーが北朝鮮へ普及開始、これを機に旧東側諸国への普及が本格化する。

### オリンピック競技化
1970年代に韓国国技の位置付けを確立したWTFテコンドーは、1980年代に入りオリンピック競技化への一途を辿ることとなった。
- 1980年 - 第83回国際オリンピック委員会総会で世界テコンドー連盟 (WTF) （のちのワールドテコンドー）と、そのテコンドー競技が承認された。
- 1983年 - 崔泓熙、ITF テコンドーの技法を体系化した『テコンドー百科事典』 (The Encyclopedia of Taekwon-Do) を出版。
- 1986年 - WTFテコンドー、アジア競技大会の正式競技として採用され実施される。
- 1987年 - WTFテコンドー、ソウルオリンピックの公開競技に決定。
- 1988年 - WTFテコンドー、ソウルオリンピックで公開競技として実施される。
- 1992年 - WTFテコンドー、バルセロナオリンピックで公開競技として実施される。
- 1994年 - WTFテコンドー、シドニーオリンピックの正式競技に決定。
- 2000年 - WTFテコンドー、シドニーオリンピックで正式競技として実施される。

### 近年

2020東京オリンピック女子競技

- 2002年 - 崔泓熙没。享年84歳。没後、ITFは3つの後継グループに分派。
- 2004年11月 - ITF、アメリカ合衆国オーランドで第1回ワールドカップを開催。
- 2017年6月 - 世界テコンドー連盟 (WTF) がワールドテコンドー (WT) へ改称。
- 2018年2月 - 平昌オリンピックの開会式前に、韓国のWT演武団と北朝鮮のITF演武団による合同演舞が披露される。
- 2018年11月 - WTと北朝鮮のITFチャン・ウン派総裁のリ・ヨンソンは、南北テコンドーの統合と発展のための合意書を締結。統合のための共同機構の設立および、2020年東京オリンピックをはじめ、中国、ロシア、スイス、米国、日本での合同演武の推進に合意[2]。

### テッキョン起源説
テコンドーの起源を朝鮮のテッキョンとする説や、テッキョンと松濤館流空手を基にして作られたとする説も存在する。しかし前述の通り、崔泓熙は松涛館空手を学んでテコンドーを創始したとしている。また、韓国国技院の副院長はテコンドーは空手から派生したものと認めており、蹴りを主眼に置いて競技化したことで空手との差別化を図ったとしている。さらに、テコンドーの起源を韓国の古武術テッキョンに求める見方も韓国では存在するが、韓国の伝統武術としてテコンドーを普及させるためにテッキョンと結び付けて宣伝してきた経緯を語っている。

## スタイルと組織
テコンドーには、大きくITFとWTの2つの系統があり、異なるシステム（級位・段位など）とスタイル（技、型、試合ルールなど）を持っている。いずれかにルーツを持ちながら独自に発展した団体も存在する。

### 国際テコンドー連盟
国際テコンドー連盟 (ITF) は、1966年3月22日に9か国の承認を受けて韓国のソウルで発足、初代総裁は崔泓熙が務めた。ITFテコンドーの技法は崔泓熙により体系化、1983年には英語記述で全15巻からなる『テコンドー百科事典』 (The Encyclopedia of Taekwon-Do) が刊行され、1999年の第5版まで崔泓熙が関わる形で改訂が行われた。この百科事典は、現在も世界各国の指導者にとって1つの基準となっている。
2002年、初代総裁崔泓熙没後、ITFは張雄（チャン・ウン）派、トラン派、崔重華（チェ・ジュンファ）派の3つに分派。
- 張雄（チャン・ウン）派[7]
崔泓熙が、自らの故郷地のあった北朝鮮で没後、その「遺言」を根拠に臨時特別総会をもって選出されたIOC理事の張雄（チャン・ウン/北朝鮮国籍）を総裁として生じたグループ。オーストリアウィーンに本部を構える。大会開催国の傾向として旧東側諸国が目立つ。2015年、張雄は名誉総裁となり、新総裁に朝鮮テコンドー委員会副委員長リ・ヨンソンが就任[8]。2018年、WTとの間に南北テコンドーの統合と発展のための合意書を締結した。
- トラン派
張雄の総裁選出方法がITF憲章違反であるとし、従来の定期総会をもって選出された8段師賢トラン・トリュウ・クァン（カナダ国籍）を総裁として生じたグループ。スペインベニドルムに本部を構え、「ユーロ派」と表されることもある。3つの後継グループの中では国際大会の規模が最も大きく、大会開催国の傾向として欧米旧西側諸国が多い。2010年、トラン・クァン総裁がハイチ震災に巻き込まれ逝去、当時副総裁であった9段師聖パブロ・トラフテンバーグ（アルゼンチン国籍）が後任を務める形で総裁に就任。2019年、9段師聖ポール・ヴァイラー（ドイツ国籍）が新総裁に就任。
- 崔重華（チェ・ジュンファ）派
初代総裁の崔泓熙が生前、越権行為を理由にITFから除名した息子の崔重華（チェ・ジュンファ / カナダ国籍）を総裁として生じたグループ。設立時点、カナダトロントに本部を構えていたことから「カナダ派」と表されることもある。現在はイギリスミドルセックスに本部を構える。

2014年、崔重華（チェ・ジュンファ）派のソウルの拠点で同団体の地域統括を行なっていたオ・チャンジンの牽引によりITF HQ コリア (ITF Head Quaters Korea) が独立。2020年1月4日、トラン派のポール・ヴァイラー総裁と ITF HQ コリアのオ・チャンジン総裁は、「将来の協業の可能性 (future potential collaboration)」に関する共同声明を発表した 。

#### ITFの日本の国内競技連盟
主な国内競技連盟として、日本初のITF系団体であり、ITF分裂後はチャン・ウン派の系統にあたる日本国際テコンドー協会(ITF-JAPAN)、トラン派の系統の（一社）日本ITFテコンドー協会、他にも国際組織による統括是非に関わらず中小複数の団体が存在している。日本国際テコンドー協会 (ITF-JAPAN) 出身者が独立して設立した運営団体には、同じ略称「ITF-JAPAN」を使用する団体も見られる。
- 1982年 - 崔泓熙総裁がパク・チョンテ師範をカナダから日本に派遣、東京府中市に初のITFテコンドー府中道場が誕生し、日本の普及が開始される。道場は、さくらグループの協賛のもと、総合娯楽施設「さくらサンリバー」のワンフロアー (5F) に設立された。
- 1983年7月4日 - ITFより認可を受け、日本国際テコンドー協会 (ITF-JAPAN) が設立。初代会長は全鎮植。
- 2004年 - ITFが3つに分派したことに伴い、日本のITFも分裂。既存の日本国際テコンドー協会 (ITF-JAPAN) はチャン・ウン派に合流、新規に（社）日本ITFテコンドー協会（トラン派）、国際テコンドー連盟日本協会（チェ・ジュンファ派）が設立。

### ワールドテコンドー
ワールドテコンドー (WT) は、世界テコンドー連盟 (WTF) として1973年5月28日に韓国国技院でおこなわれた設立会議を以って設立。WTのテコンドーは特に足技を多用するスタイルを持ち、「足のボクシング」とも形容される。体系化の過程で、蹴りを主眼に置いた競技化を進めることにより空手との差別化が図られてきた。

#### ワールドテコンドーの日本の国内競技連盟
国内競技団体として、全日本テコンドー協会 (AJTA)と全日本テコンドー連盟 (AJTF)の二つが存在する。
- 1999年 - 日本の主力WTF系団体間の吸収合併がおこなわれるなど、主要な団体間での協力体制が樹立された。
- 2004年 - 日本の主力WTF系団体が2勢力に分裂。
- 2005年 - 社団法人全日本テコンドー協会 (AJTA) が設立。
- 2006年 - 日本のWTF系団体が統合される。
- 2014年 - 福島や熊本など当時の執行部と対立する勢力が一般社団法人全日本テコンドー連盟 (AJTF) を新設。

### その他
- ジューン・リー・テコンドー
1962年に、「米国テコンドーの父」と呼ばれるジューン・リーがアメリカ・ワシントンで設立した道場とその活動を引き継ぐ団体。ジューン・リー・テコンドーインスティテュートとして、武術習得のための「ジューン・リー・テコンドーシステム」を構想・体系化、「ジューン・リー・アメリカン・テコンドースクール」を運営。
- 米国テコンドー協会 (ATA)
1969年にアメリカで設立された団体。アメリカ・アーカンソー州に本部を構える。世界21各国に30万名以上の所属会員がいる。
- グローバルテコンドー連盟 (GTF)
1990年に、ITFから独立したパクチョンテが設立した団体。イギリス・リバプールに本部を構える。ITFの型に加えて、パクチョンテにより独自に創作された6つの型を修得する[11]。パクチョンテはITFのスタイルに基づきながらも、より滑らかな動作の流れを重視した[12]。

#### その他の日本の団体
- 日本テコンドー協会 (JTA) 
2001年に日本国際テコンドー協会 (ITF-JAPAN) より独立、極真空手の要素も交え、「フルコンタクト・テコンドー」を掲げて、独自の進展を遂げている。

#### 主な道場
- イーグル会
1970年代に創設された神奈川県川崎市に道場を構える団体。1999年からWTFの日本テコンドー連盟で選手登録をおこなった。もともと空手道場だが、1982年に会長が韓国へ空手を教えに渡った際、現地でテコンドーを覚え日本へ持ち帰った。会長は田中角栄のボディガードを務めた経歴を持つ[13]。1993年、岡本依子は寮生だった。別名「鷲会」。

## 競技

### ワールドテコンドーの競技

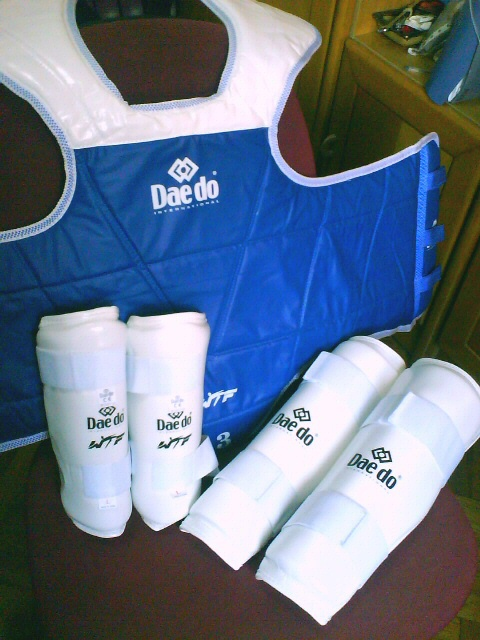
WT の公式防具（胴、上腕、脛（けい）部用)

ワールドテコンドー (WT) の競技は限定フルコンタクト制のルールだが、防具は手足のみならず頭部、胴部にも着用するなど安全性が考慮され、よりスポーツ性が高い。また、下段攻撃（ローキックなど）や顔面への拳攻撃は禁止されており、連続の突きは点数にならないなど、より蹴り技に重点が置かれている。
競技種目はスパーリングの「競技」（キョルギ）、型の「品勢」（プムセ）、試割の「撃破」（キョッパ）。「競技」のみオリンピックの正式種目となっている。

### 国際テコンドー連盟の競技

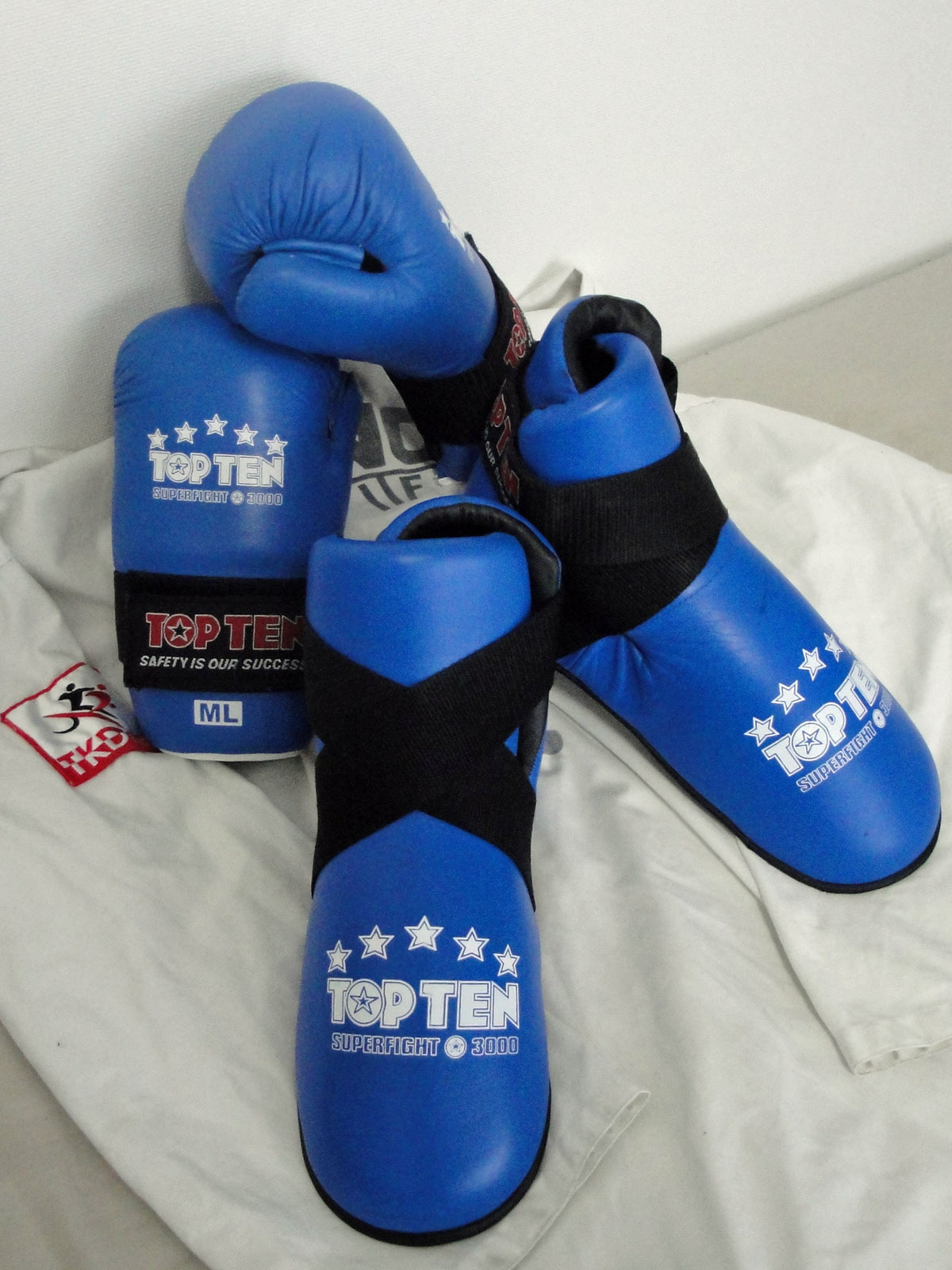
ITF の代表的なスタイルの防具

国際テコンドー連盟 (ITF) の組手試合はライトコンタクト制のルールにより強打は禁止されている。攻撃部位として背面および下段への攻撃は禁止されており、頭部を含む上段への攻撃は許容されている。防具はWTと異なり胴部には着用せず、手足と、試合ごとの取り決めにより頭部に着用する。
競技種目は「組手」（マッソギ）、「型」（トゥル）、試割の「威力」（ウィリョ）、スペシャルテクニックの「特技」（トゥッキ）。ワールドカップではこれに加えて、2人組手演舞形式の「プレ・アレンジドスパーリング(Pre-Arranged Sparring)」の試合が行われる。

## 型
テコンドーには空手と同様に「型」がある。ITFの型は「トゥル」、WTの型は「プムセ」（品勢）と呼ばれる。

### WTの型
WTの型（プムセ）には、章立てされた「太極」（テグ）や、韓国の地名に因んだ名称を持つ「高麗」（コリョ）、「金剛」（クムガン）などがあり、国技院による統一教本に準じて標準化されている。
- 8級〜1級 - 太極 1章〜8章 = （八卦の型）
- 初段から - 高麗（コリョ）、金剛（クムガン）、太白（テベク）、平原（ピョンウォン）、十進（シップシン）、地跆（チテ）、天拳（チョンゴン）、漢水（ハンス）、一如（イルリョ）

### ITFの型
ITFには24の型（トゥル）があり、その名称は、朝鮮半島の歴史や神話の人物に因んだものとなっている。「サインウェーブ」と呼ばれる、移動時に上下に波打つ独特の動作が特徴。
- 9級〜1級 - 天地（チョンジ）、檀君（タングン）、島山（トサン）、元曉（ウォニョ）、栗谷（ユルゴク）、重根（チュングン）、退渓（テェゲ）、花郎（ファラン）、忠武（チュンム）
- 初段から - 廣開（クワンゲ）、圃隠（ポウン）、階伯（ケベク）、義菴（ウィアム）、忠壮（チュンジャン）、主体（チュチェ）、三一（サミル）、庾信（ユシン）、崔瑩（チェヨン）、淵蓋（ヨンゲ）、乙支（ウルチ）、文武（ムンム）、西山（ソサン）、世宗（セジョン）、統一（トンイル）

## 選手・指導者

### WTの選手・指導者
- 岡本依子
2000年シドニーオリンピック女子67 kg級銅メダリスト。シドニーから北京オリンピックまで3大会連続出場。国技院公認4段を取得。
- 濱田真由
2012年ロンドンオリンピック女子57 kg級5位。2015年世界選手権同級優勝。2019年全日本選手権同級優勝[14]。
- 山田美諭
2018年アジア競技大会女子49 kg級銅メダリスト。2017年 - 2019年全日本選手権同級3連覇[15]
- ジェイド・ジョーンズ
イギリスの選手。2016年リオデジャネイロオリンピック女子57 kg級金メダリスト。
- 金昭熙
韓国の選手。2016年リオデジャネイロオリンピック女子49 kg級金メダリスト。

### ITFの選手・指導者
- 黄秀一（ファン・スイル）
7段師賢（マスター）を取得。1992年ITF世界選手権ライト級優勝、2010年ITFベテラン世界選手権ライト級優勝。
- 金省徳（キム・ソンドク）
7段師賢（マスター）を取得。1990年ITF世界選手権ミドル級準優勝、1990年 - 1992年ITF全日本選手権ミドル級3連覇。
- 朴禎賢（パク・チョンヒョン）
7段師賢（マスター）を取得。1991年ITF全日本選手権マイクロ級優勝、2012年ITFベテラン世界選手権64 kg級優勝。
- 厳斗一（オム・トゥイル）
7段師賢（マスター）を取得。1992年ITF世界選手権3段型準優勝、2001年 - 2002年ITF全日本選手権ライト級2連覇。
- 沖倉辰也
3段を取得。2016年ITFアジア選手権ウェルター級優勝。2017年ITF世界選手権3段型第3位。2011年ITFアジア選手権・段型優勝、2013年ITFアジア選手権3段型優勝。

### 選手経験のある著名人
- 大谷主水
俳優、モデル。WT選手経験者。2003年テコンドー世界選手権日本代表。大東文化大学テコンドー部出身。
- 尾辻かな子
立憲民主党衆議院議員。WT選手経験者。同志社大学テコンドー同好会出身。
- 山路藍
競輪選手、タレント。WT選手経験者。2006年世界学生テコンドー選手権大会フライ級3位、2006年アジア競技大会同級5位。

## テコンドーを扱った作品

### 映画
- 『テコンドーが炸裂する時』（英題「When Taekwondo Strikes」、漢題「跆拳震九州」） - 1973年公開の香港映画。「米国テコンドーの父」と呼ばれるジューン・リーが出演。
- 『Miami Connection』 - 1987年公開のアメリカのインディーズ映画。青春格闘もの。主人公の学生グループが、ITFテコンドーで悪と立ち向かう。劇中、当時の ITFのロゴを垣間見ることができる。
- 『まわし蹴り』 - 2004年公開の韓国映画。WTFテコンドーを題材とした学園もの青春コメディ。
- 『 チョコレート・バトラー』 (The Kick) - 2011年公開の韓国・タイ合作映画。WTFテコンドーが題材に扱われた。日本では劇場未公開。
- 『テコンドー魂 〜Rebirth〜』 - 2014年公開の日本映画。日本初のテコンドー映画。日本国際テコンドー連盟 (ITF-JAPAN) の全面協力のもとアクションシーンが撮影された。主演俳優の井上正大は、朴禎賢に師事したITFテコンドーの有段者であり、撮影にあたっては共演者も同様にテコンドーの指導を受けている。冒頭の大会試合の場面は、実際の全日本大会会場でロケが行われ、黄秀一などの技術指導関係者もエキストラ出演している。

### テレビゲーム
- 『テコンドー』 - 1994年にヒューマンから発売された、スーパーファミコン用ゲームソフト。

### 漫画
- 『テコンダー朴』 - テコンドーを揶揄するギャグ漫画。2007年に雑誌スレッド に連載、2015年に続編エピソードを加えた単行本が刊行された。
- 『喧嘩独学』-実戦テコンドーの使い手、新庄が登場する。

### テレビ番組
- 『コーヒープリンス1号店』 - 2007年に放映された韓国の恋愛ものテレビドラマ。主人公が WTF テコンドーの師範という設定。
- 『民族の正統武道テコンドー』 - 2018年時点、朝鮮中央テレビで毎週日曜日に放映されている番組。
- 『テコンV』 - 1976年から韓国で公開されたロボットアニメシリーズ。主人公がテコンドーの世界チャンピオンという設定で、彼が乗り込む巨大ロボットテコンVもまたテコンドーの技を駆使して戦う。韓国で人気だった日本の『マジンガーZ』、『グレートマジンガー』放送終了後のマジンガーZロスを『マジンガーZ』に似た作品により埋めて韓国で人気を得ようと韓国で作られた作品。
- 『とにかく熱く掃除しろ』-2018年に放映された韓国の恋愛ものテレビドラマ。主人公の弟がテコンドーの有望な選手という設定。